# 20. september
20. september er dag 263 i året i den gregorianske kalender (dag 264 i skudår). Der er 102 dage tilbage af året.
Dagens navn er Tobias, efter en from jøde, der omtales i det apokryfe skrift Tobits Bog i Det Gamle Testamente fra omkring 200 før Kr.

### Begivenheder
Født - Dødsfald
- 1187 - Den kurdisk muslimske hærfører Saladin indleder Jerusalems belejring.
- 1519 - Ferdinand Magellan forlader Sevilla i Spanien med 5 skibe og 270 mand for at begynde sin første verdensomsejling.
- 1530 - Martin Luther råder de tyske protestantiske fyrster til at berede sig på krig med den katolske kirke.
- 1697 - Freden i Rijswijk undrskrives af Frankrig, England, Spanien, Det Hellige Romerske Rige og De Forenede Nederlande og sætter derved en stopper for Niårskrigen.
- 1854 - Den russiske hær besejres i slaget ved Alma under Krimkrigen.
- 1859 - Zoo i København åbner.
- 1862 - Monumentet Ruslands årtusinde afsløres for offentligheden i fejringen af Ruslands første 1000 år.
- 1870 - Pave Pius IX betegner sig i en tale som "fangen i Vatikanet", efter at italienske tropper er marcheret ind i Rom og har gjort ende på pavens verdslige magt.
- 1941 - I Litauen begynder litauiske nazister og lokalt politi massehenrettelser af 403 jøder i indledningen, til det der senere bliver til Holocaust.[1][2]
- 1946 - Den første filmfestival i Cannes afholdes.[3]
- 1946 - Seks dage efter Færøernes afstemning om uafhængighed og øernes efterfølgende uafhængighedserklæring opløser Christian 10. lagtinget og udskriver nyvalg på øerne, der resulterer i et snævert flertal for bevarelse af Rigsfællesskabet
- 1970 - Under Verdensbankens årsmøde i København opstår uroligheder under store demonstrationer.
- 1977 - Vietnam optages i FN.[4]
- 1985 - Et voldsomt jordskælv i Mexico City dræber mindst 5.000 mennesker.
- 1990 - Sydossetien erklærer sig uafhængig af Georgien.[5]
- 2001 - I en tale til Kongressen og det amerikanske folk erklærer præsident George W. Bush en "Krig mod terror".
- 2019 Omkring 4 millioner mennesker, de fleste studerende, påbegynder klimastrejker for at forbedre klimaet;[6][7] i New York City leder 16-årige Greta Thunberg demonstrationen.[8][9][10]
- 2020 - Som den næstyngste i historien vinder Tadej Pogačar cykelløbet Tour de France.

### Født
- 1861 - Hans Valdemar Ludvigsen, dansk generalkonsul og batterifabrikant (død 1939).
- 1893 - Hans Scharoun, tysk arkitekt (død 1972).
- 1896 - Fleming Lynge, dansk forfatter og filmmanuskriptforfatter (død 1970).
- 1918 - Bjørn Wiinblad, dansk keramiker og maler (død 2006).
- 1918 - Sven Methling, dansk filminstruktør og manuskriptforfatter (død 2005).
- 1922 - Paul Wendkos, amerikansk tv- og filminstruktør (død 2009).
- 1928 - Kirsten Rolffes, dansk skuespillerinde (død 2000).
- 1929 - Anne Meara, amerikansk skuespillerinde (død 2015).
- 1934 - Sophia Loren, italiensk skuespillerinde.
- 1937 - Monica Zetterlund, svensk sangerinde og skuespillerinde (død 2005).
- 1940 - Taro Aso, japansk politiker.
- 1956 - Bente Hyldahl Fogh, dansk administrerende direktør i Lægeforeningen.
- 1958 - Ghassan Massoud, syrisk skuespiller.
- 1965 - Poul Erik Høyer, dansk badmintonspiller.
- 1967 - Mona Juul, dansk politiker.
- 1968 - Rose Gad, dansk balletdanser.
- 1971 - Henrik Larsson, svensk fodboldspiller.
- 1975 - Clement Kjersgaard, dansk tv-vært.
- 1977 - Namie Amuro, japansk sangerinde.
- 1983 - Mia Falkenberg, dansk folketingsmedlem fra Dansk Folkeparti.
- 1993 - Jamie Morton, dansk skuespiller.

### Dødsfald
- 1863 - Jacob Grimm, tysk folkorist (født 1785).
- 1891 - Joseph Glæser, dansk komponist og organist (født 1835).
- 1942 - Antanas Smetona, litauisk præsident (født 1874).
- 1956 - Paul la Cour, dansk forfatter, oversætter og kritiker (født 1902).
- 1957 - Jean Sibelius, finsk komponist (født 1865).
- 1959 - William Scharff, dansk kunstmaler (født 1886).
- 1973 - Ben Webster, amerikansk/dansk jazzmusiker (født 1909).
- 1996 - Paul Erdős, ungarsk matematiker (født 1913).
- 2000 - German Titov, sovjetisk kosmonaut (født 1935).
- 2004 - Brian Clough, engelsk fodboldtræner (født 1935).
- 2005 - Simon Wiesenthal, østrigsk-polsk nazist-jæger (født 1908).
- 2006 - Sven Nykvist, svensk filmfotograf (født 1922).
- 2006 - Povl Ole Fanger, indeklimaforsker ved DTU (født 1934).
- 2007 - Betina Märcher Dalgas, dansk tv-journalist (født 1971).
- 2008 - Kamilla Bech Holten, dansk skuespiller, sanger og studievært (født 1972).
- 2012 - Ulla Lock, dansk skuespillerinde (født 1934).
- 2014 - Erik Ninn-Hansen, dansk politiker (født 1922).
- 2014 - Polly Bergen, amerikansk skuespillerinde (født 1930).
- 2015 - Poul Jørgensen, dansk journalist (født 1928).